# Николас-Бланко
Николас-Бланко (Сан-Панчо) (исп. Nicolás Blanco (San Pancho)) — посёлок в юго-восточной части Мексики, на территории штата Веракрус. Входит в состав муниципалитета Ла-Антигуа.

## Географическое положение
Николас-Бланко расположен на востоке центральной части штата, на левом берегу реки Ла-Антигуа, на расстоянии приблизительно 57 километров к востоку-юго-востоку (ESE) от города Халапа-Энрикеса, административного центра штата. Абсолютная высота — 14 метров над уровнем моря.

## Население
Согласно данным, полученным в ходе проведения официальной переписи 2005 года, в посёлке проживало 1071 человек (513 мужчин и 558 женщин). Насчитывалось 307 домов. По возрастному диапазону население распределилось следующим образом: 35,5 % — жители младше 18 лет, 53,8 % — между 18 и 59 годами и 10,7 % — в возрасте 60 лет и старше. Уровень грамотности среди жителей старше 15 лет составлял 94,7 %.
По данным переписи 2010 года, численность населения Николас-Бланко составляла 1092 человека. Динамика численности населения посёлка по годам:
| 2000 | 2005 | 2010 |
| ---- | ---- | ---- |
| 1028 | 1071 | 1092 |